# Nižbor
Nižbor (Nischburg/Miesenburg) is een Tsjechische gemeente in de regio Midden-Bohemen, en maakt deel uit van het district Beroun.
Nižbor telt 1622 inwoners (2006) en ligt op 8 kilometer afstand van de districtshoofdstad Beroun.
Nižbor is sinds 1903 de vestigingsplaats van een grote fabriek van Boheems kristal.